# AT (форм-фактор)
AT (англ. Advanced Technology) — перший широко використовуваний у персональних комп'ютерах форм-фактор материнської плати. Форм-фактор AT був створений IBM у 1984 році і прийшов на зміну розроблених раніше форм-факторів PC і XT.
У 1985 IBM представила зменшену версію форм-фактора — Baby AT (аналогічні зменшені версії форм-факторів новіших стандартів виходили з префіксом micro-).
Стандарт був дуже популярний аж до 1997 року, коли на зміну Baby AT прийшов форм-фактор ATX.
Розміри плати: 12х11-13 дюймів (305х279-330 мм).

## Опис

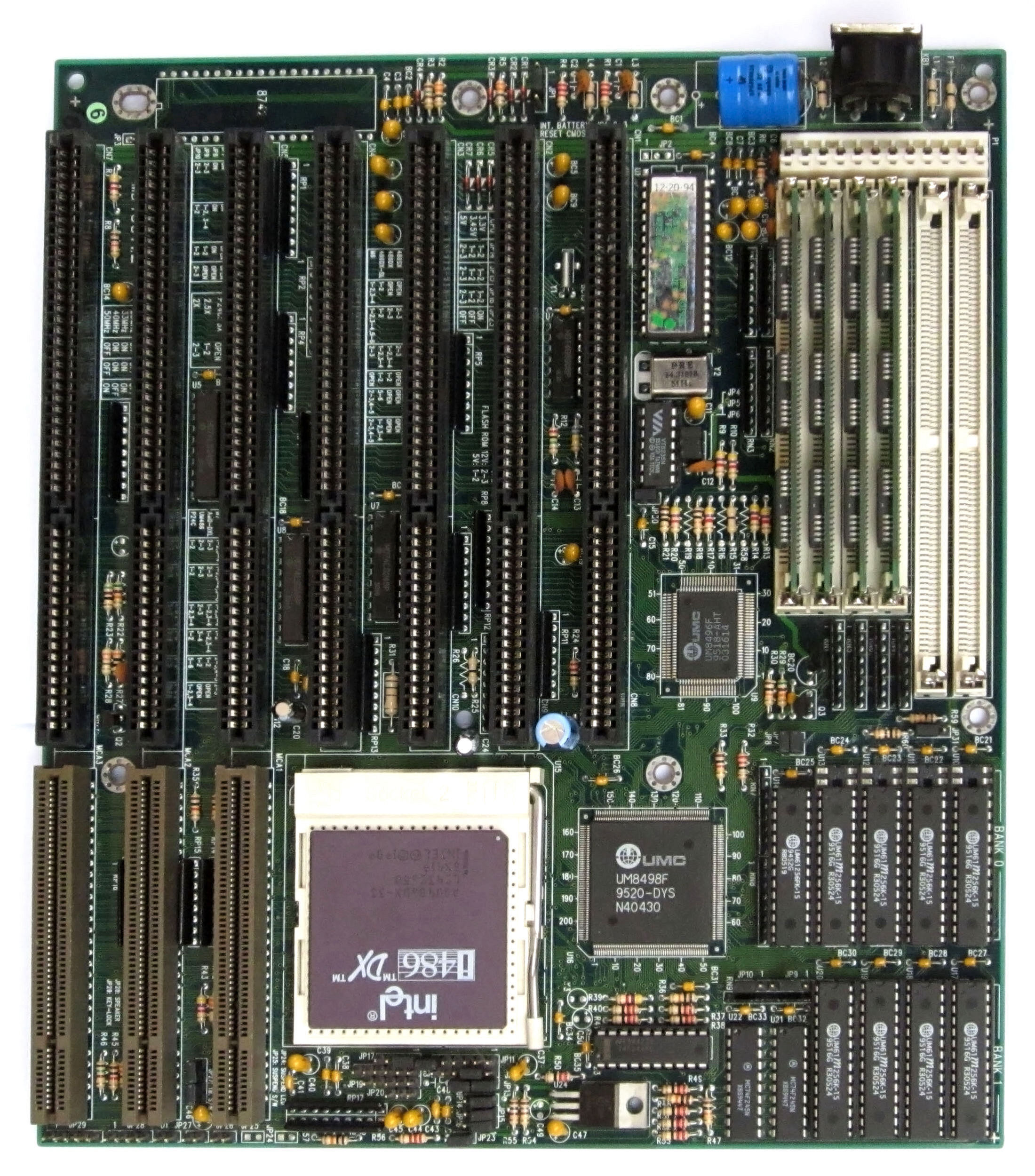
Материнська плата формату Baby AT з процесором i486DX, з’єднувачами шин ISA та VLB і модулями пам’яті SIMM

Суттєвою особливістю стандарту була поява tower (баштових) версій корпусу, винесення вимикача живлення на передню панель, стандартизація форми і розведення роз'ємів живлення материнської плати. В іншому стандарт практично повторював своїх попередників.
Також стали стандартними і використовуються в такому ж вигляді в багатьох пізніших форм-факторах:
- Спосіб кріплення інтерфейсних плат і форма «заглушки» — брекета.
- Набір контактів на материнській платі і роз'єм для підключення динаміка, індикаторів живлення і активності жорсткого диска, кнопки «Reset», що знаходяться на корпусі.